# مارکو ماکان
مارکو ماکان (کرواتی: Marko Macan؛ زادهٔ ۲۶ آوریل ۱۹۹۳) بازیکن واترپلو اهل کرواسی است.